# Diamond contro Diehr
Diamond contro Diehr, 450 US 175 (1981), è una decisione della Corte Suprema degli Stati Uniti che stabiliva come controllare l'esecuzione di un processo fisico, eseguendo un programma per computer non precludesse la brevettabilità dell'invenzione nel suo insieme. La corte suprema ha ribadito le precedenti affermazioni secondo cui le formule matematiche in astratto non potevano essere brevettate, ma riteneva che la semplice presenza di un elemento software non rendesse inammissibile un brevetto per macchina o processo altrimenti idoneo ai brevetti. Diehr era il terzo atto di una trilogia delle decisioni della Corte Suprema sull'ammissibilità dei brevetti delle invenzioni relative al software per computer. La discussione avvenne il 14 Ottobre 1980 e la sentenza arrivò il 3 Marzo 1981.

## Contesto

### Il problema e la sua soluzione
Gli inventori e i loro rappresentanti avevano presentato una domanda di brevetto per lo stampo di gomma sintetica grezza e non polimerizzata in prodotti di precisione polimerizzati. Il processo di polimerizzazione della gomma sintetica dipende da una serie di fattori tra cui il tempo, la temperatura e lo spessore dello stampo.
Utilizzando l' equazione di Arrhenius è possibile calcolare quando aprire la pressa e rimuovere la gomma polimerizzata. Il problema era che al momento dell'invenzione non esisteva alcun modo per ottenere una misurazione accurata della temperatura senza aprire la pressa. Nel metodo tradizionale, la temperatura della pressa per stampi, che era apparentemente impostata a una temperatura fissa ed era controllata da un termostato, oscillava a causa dell'apertura e della chiusura della pressa.
L'invenzione ha risolto questo problema utilizzando termocoppie incorporate per controllare costantemente la temperatura e quindi immettere i valori misurati in un computer. Il computer quindi ha usato l'equazione di Arrhenius per calcolare quando era stata assorbita energia sufficiente in modo che la pressa dovesse aprire la pressa.

### Le rivendicazioni
La prima rivendicazione indipendente del brevetto concesso è rappresentativa. Fornisce:
1. Un metodo per azionare una pressa per lo stampaggio della gomma per composti stampati di precisione con l'ausilio di un computer digitale, comprendente:
- fornire al computer una base di dati per la pressa comprendente almeno, dati di conversione di logaritmo naturale (ln), la costante di energia di attivazione (C) unica per ciascun lotto del composto da stampare, e una costante (x) dipendente dalla geometria particolare della forma della stampa,
- avviare un timer a intervalli nel computer alla chiusura della pressa per monitorare il tempo trascorso di detta chiusura,
- determinare costantemente la temperatura (Z) dello stampo in una posizione strettamente adiacente alla cavità dello stampo nella pressa durante lo stampaggio,
- fornire costantemente al computer la temperatura (Z),
- calcolare ripetutamente nel computer, a intervalli frequenti durante ogni ciclo, l'equazione di Arrhenius per il tempo di reazione durante il ciclo, che è

ln (v) = x + CZ
dove v è il tempo del ciclo totale richiesto,
- comparare ripetutamente nel computer a  intervalli frequenti durante il ciclo ciascuno dei calcoli del tempo di ciclo totale richiesto calcolato con l'equazione di Arrhenius e del tempo trascorso
- aprire automaticamente la pressa se il confronto effettuato indica l'equivalenza.[3]

### Procedimenti prima della Corte Suprema
L'esaminatore dei brevetti rifiutò la brevettabilità dell'invenzione con l'art. 35 U.S.C. 101. Spiegò che il passo effettuato dal computer non poteva essere brevettato come già successo nella causa Gottschalk v. Benson. Il "Board of Patent Appeals and Interferences" del USPTO confermò il rifiuto di brevetto. Il CCPA (Court of Customs and Patent Appeals), il predecessore dell'attuale "Court of Appeals for the Federal Circuit", dichiarò che non era possibile dichiara non brevettabile l'invenzione solo per la presenza del computer nel processo.

## L'opinione della Corte Suprema
La Corte ripeté la sua precedente affermazione secondo la quale le formule matematiche in astratto non sono ammissibili per la tutela brevettuale. Ma affermò anche che una macchina fisica o un processo che fa uso di un algoritmo matematico è diverso da un'invenzione che rivendica l'algoritmo, in quanto tale, in astratto. Pertanto, se l'invenzione nel suo complesso soddisfa i requisiti di brevettabilità — cioè, comporta la "trasformazione o riduzione di un articolo a uno stato o cosa diversa" — è un brevetto ammissibile, anche se include un componente software.
È stato affermato l'annullamento del rifiuto del brevetto da parte della CCPA. Ma la Corte ha accuratamente evitato di ignorare Benson o Flook . Ha criticato la metodologia analitica di Flook, tuttavia, contestando il suo uso della dissezione analitica, che la Corte di Flook aveva utilizzato sul caso Neilson v. Harford . La Corte Diehr ha citato il Rapporto del Senato e la Decisione della CCPA 596 F.2d 952, 961 (CCPA 1979) per ritenere che (a) le affermazioni debbano essere considerate "nel loro complesso", così come lo sono per tutte le altre determinazioni sulla brevettabilità, senza estrarre un "succo" o "punto di novità" da considerare isolatamente, e (b) la sezione 101 governa il tipo di argomento che può essere brevettato, mentre le preoccupazioni per novità e non ovvietà sono considerate separatamente sezioni 102 e 103:
Nel determinare l'ammissibilità del processo richiesto dai rappresentanti legali al processo per la protezione dei brevetti ai sensi dell'articolo 101, le loro affermazioni devono essere considerate nel loro insieme. È inappropriato sezionare le affermazioni in elementi vecchi e nuovi e quindi ignorare la presenza dei vecchi elementi nell'analisi. Ciò è particolarmente vero in una rivendicazione di processo, poiché una nuova combinazione di fasi in un processo può essere brevettabile anche se tutti i componenti della combinazione erano ben noti e di uso comune prima della combinazione. La "novità" di qualsiasi elemento o step in un processo, o anche del processo stesso, non ha alcuna rilevanza nel determinare se l'oggetto di un reclamo rientri nella categoria 101 di materia potenzialmente brevettabile.
È stato sollecitato che la novità sia una considerazione appropriata ai sensi dell'articolo 101. Presumibilmente, questo argomento si riferisce a qualsiasi "nuovo e utile" processo, macchina, ecc. La sezione 101, tuttavia, è una dichiarazione generale del tipo di argomento che è ammissibile per la protezione brevettuale "soggetto alle condizioni e ai requisiti del presente titolo." Seguono condizioni specifiche per la brevettabilità e il 102 copre in dettaglio le condizioni relative alla novità. La questione quindi se una particolare invenzione sia nuova è "totalmente diversa dal fatto che l'invenzione rientri in una categoria di argomenti di riferimento".

## Il brevetto
Il brevetto rilasciato dopo la decisione era il brevetto USA 4,344,142, "Controllo digitale diretto delle presse per lo stampaggio della gomma". Il brevetto include 11 richieste di metodo, tre delle quali sono indipendenti. Tutte le affermazioni relative ai metodi si riferiscono allo stampaggio di articoli fisici. Gli unici diagrammi nel brevetto sono diagrammi di flusso. Non ci sono schemi di macchine. Come ha notato l'opinione dissenziente in Diehr, la specifica del brevetto "non insegna nulla sulla chimica del processo di polimerizzazione sintetica, nulla sulle materie prime da usare nella polimerizzazione della gomma sintetica, nulla sull'apparecchiatura da utilizzare nel processo e nulla sul significato o l'effetto di qualsiasi variabile di processo come temperatura, tempo di maturazione, particolari composizioni di materiale o configurazioni dello stampo. " 

## Sviluppi successivi
Per molti anni, si è ritenuto che Diehr abbia effettivamente annullato Flook, nonostante l'opinione della maggioranza evitasse qualsiasi affermazione del genere.
Nel 2012, nel caso Mayo v. Prometheus, l'anonima opinione della Corte Suprema interpretò la sentenza Diehr come armonica e conseguente a quella di Flook.
La Corte interpretò Diehr in modo leggermente diverso in Alice v. CLS Bank, un'altra opinione unanime, ma senza contestare l'interpretazione di Mayo . L' Alice Court ha detto:
 In Diehr, al contrario [con Flook ], ritenevamo che un processo implementato per mezzo del computer per la polimerizzazione della gomma fosse ammissibile per i brevetti, ma non perché riguardasse un computer. L'affermazione impiegava un'equazione matematica "ben conosciuta", ma usava quell'equazione in un processo progettato per risolvere un problema tecnologico nella "pratica industriale convenzionale". L'invenzione in Diehr utilizzava una "termocoppia" per registrare misure di temperatura costante all'interno dello stampo di gomma - qualcosa che "l'industria non è stata in grado di ottenere". Le misurazioni della temperatura sono state quindi inserite in un computer, che ha ricalcolato ripetutamente il tempo di polimerizzazione rimanente utilizzando l'equazione matematica. Questi ulteriori passaggi, abbiamo recentemente spiegato, "hanno trasformato il processo in un'applicazione inventiva della formula". Mayo, supra, at ___, 132 S.Ct., al 1299. In altre parole, le affermazioni in Diehr erano ammissibili ai brevetti perché miglioravano un processo tecnologico esistente, non perché erano state implementate su un computer.
Queste due opinioni affermano l'attuale interpretazione della Corte Suprema di ciò che il caso di Diehr detiene.